# Tấn Bình công
Tấn Bình công (chữ Hán: 晋平公, cai trị: 557 TCN – 532 TCN), tên thật là Cơ Bưu (姬彪), là vị vua thứ 31 của nước Tấn - chư hầu nhà Chu trong lịch sử Trung Quốc.

## Thân thế
Tấn Bình công con của Tấn Điệu công – vua thứ 30 nước Tấn. Năm 558 TCN, Tấn Điệu công mất, thế tử Bưu lên nối ngôi, tức là Tấn Bình công.

## Đánh Tề
Năm 556 TCN, Tề Linh công lấn chiếm biên giới phía bắc nước Lỗ. Với vai trò là bá chủ, Tấn Bình công bèn tập hợp quân các nước Tống, Lỗ, Vệ, Cử, Châu, Trịnh, Đằng, Tiết, Hình, Kỷ, Tiểu Châu cùng đánh Tề. Tướng Tấn là Tuân Yển sai cắm nhiều cờ trong rừng làm nghi binh khiến quân Tề tưởng rằng quân các nước rất đông đảo.
Tề Linh công thấy thanh thế liên quân 12 nước rất lớn, bỏ chạy về cố thủ ở kinh thành Lâm Tri. Quân Tấn cùng các nước chư hầu đuổi theo vây thành Lâm Tri, đốt phá nhà cửa ở ngoại thành rồi rút đi.

## Chia rẽ nội bộ
Năm 553 TCN, đại phu Loan Doanh (cháu của Loan Thư) có mâu thuẫn với các đại phu, bị gièm pha phải chạy sang nương nhờ Tề Trang công. Dưới quyền Loan Doanh có các lực sĩ Đốc Nhung, Châu Xước, Hình Khoái, Trung Hàng Hỉ, Trí Khởi.
Năm 550 TCN, Tề Trang công giúp quân cho Loan Doanh lẻn về thành Khúc Ốc nước Tấn; Tề Trang công mang quân theo sau, tiến tới núi Thái Hàng, vào Mãnh Môn.
Loan Doanh muốn lật đổ quyền hành của các đại phu nước Tấn, bèn tập hợp lực lượng ở thành Khúc Ốc. Nhiều người trong thành Khúc Ốc ủng hộ Loan Doanh. Trong số lục khanh, Loan Doanh chỉ được lòng họ Ngụy, nên ngầm sai người về Giáng đô nhờ Ngụy Thư giúp làm nội ứng.
Tháng 4 năm 550 TCN, Loan Doanh mang quân đánh úp Giáng đô. Giáng đô không kịp phòng bị nên thất thủ. Tấn Bình công đang có tang bác (Kỷ Hiếu công mới mất là anh mẹ của Bình công), sợ hãi toan tự sát. Phạm Mang ngăn lại, đưa Tấn Bình công chạy sang Cố cung. Con Phạm Mang là Phạm Ưởng dò biết Ngụy Thư định giúp cho Loan Doanh, tìm cách ngăn trở khiến Ngụy Thư bị giữ chân trong triều, không thể ra mặt điều quân giúp họ Loan.
Dưới trướng Loan Doanh có vũ sĩ Đốc Nhung rất khỏe, quân Tấn không ai địch nổi. Đầy tớ của Phạm Mang là Phi Báo đang bị tù tội, xin được xóa án để ra đánh Đốc Nhung. Phạm Mang nhận lời. Phi Báo ra đánh với Đốc Nhung một lúc rồi vờ thua chạy, nhằm bức tường nhảy qua núp chờ. Đốc Nhung hăng hái nhảy qua tường tìm Phi Báo, bị Phi Báo đâm từ phía sau chết tại trận.
Đốc Nhung chết khiến quân Loan Doanh nhụt chí. Phạm Mang điều quân ra đánh. Các tướng họ Loan là Loan Nhạc bị giết, Loan Phường bị thương. Loan Doanh bại trận, bỏ chạy về Khúc Ốc cố thủ. Tấn Bình công sai các tướng dẫn quân đuổi theo vây đánh.
Được hơn 1 tháng, quân Tấn hạ được thành Khúc Ốc. Loan Doanh bị bắt và bị giết. Tấn Bình công diệt tộc họ Loan, chỉ có Loan Phường trốn thoát sang nước Tống. Tề Trang công đóng quân ở ngoài, nghe tin Loan Doanh thua trận phải lui về.
Năm 548 TCN, Tấn Bình công nhân Tề Trang công bị Thôi Trữ giết, lại mang quân đánh Tề ở đất Cao Đường để báo thù việc xâm lấn giúp Loan Doanh.

## Quan hệ với chư hầu
Sau loạn Loan Doanh, tình hình nước Tấn khá yên ổn. Tấn Bình công tiếp tục vai trò bá chủ chư hầu, đã hội chư hầu 8 lần ở Cức Lương, Chúc Nha, Thương Nhiệm, Sa Tùy, Di Nghi, Trùng Khưu, Thiện Uyên thuộc Tống và Thiện Uyên thuộc Quắc.
Năm 543 TCN, em vua Ngô Chư Phàn là Ngô Quý Trát đi sứ nước Tấn, ghé thăm ba họ đại phu họ Hàn, họ Triệu, họ Ngụy; sau đó Quý Trát dự đoán chính sự nước Tấn sẽ về tay ba họ này.

## Qua đời
Năm 532 TCN, Tấn Bình công qua đời. Ông ở ngôi được 26 năm. Thế tử Di lên nối ngôi, tức là Tấn Chiêu công.